# 京都府第5区
京都府第5区（きょうとふだい5く）は、日本の衆議院議員総選挙における選挙区。1994年（平成6年）の公職選挙法改正で設置。

## 区域
2013年（平成25年）公職選挙法改正以降の区域は以下のとおりである。
- 舞鶴市
- 福知山市
- 綾部市
- 宮津市
- 京丹後市
- 与謝郡

1994年（平成6年）公職選挙法改正から2013年の小選挙区改定までの区域は以下のとおりである。
- 舞鶴市
- 福知山市
- 綾部市
- 宮津市
- 天田郡
- 加佐郡
- 与謝郡
- 中郡
- 竹野郡
- 熊野郡

## 歴史
中選挙区時代の旧京都府第2区の一部が、小選挙区制度の導入に際し、本区となった。
共産党の力が強い京都府の中でも、保守地盤の強い北部に位置する選挙区であり、小選挙区において一貫して、野党時代（民主党政権）の自由民主党総裁、自民の政権復帰後は自由民主党幹事長を務めた谷垣禎一が議席を確保していた。特に地盤である福知山市では自民党が圧倒的な力を持ち、他政党の候補を圧倒。丹後地域も農村や漁村を多く抱えている事から自民党支持層が厚い。
ただ、当選挙区最大の票田である舞鶴市のみ民主党が他の市町村よりも比較的強い支持基盤を有し、選挙区内では唯一となる広域支部（民主党京都府連・北部総支部）を維持していたが、第44回衆議院議員総選挙までは議席獲得に遠く及ばない状態であった。
2009年（平成21年）8月に行われた第45回衆議院議員総選挙に民主党は舞鶴市出身の小原舞を擁立、初めて舞鶴市と与謝野町で谷垣を上回る得票を得るなど各地で善戦。元来、自民党が強いと言われた丹後地域でもほぼ互角に競り合い、約7,000票差での比例復活当選ながらも保守王国に大きな楔を打つこととなった。政権交代後、民主党は当選挙区の大票田である舞鶴市を中心に組織作りに着手し、2010年（平成22年）11月に行われた舞鶴市議会議員選挙で民主党公認候補を初めて擁立したが、尖閣諸島中国漁船衝突事件が直撃して公認候補全員（5名）落選（推薦候補（1名）は当選）、組織化に失敗した。
2012年（平成24年）12月の第46回衆議院議員総選挙では自民前職の谷垣が全ての市町で勝利し、民主前職の小原は地元・舞鶴でも約1万票差をつけられ大敗、2009年とはうって変わり、民主党の党勢退潮が鮮明となった。
2014年（平成26年）12月の第47回衆議院議員総選挙では前回同様に自民・谷垣と民主・小原の事実上の一騎討ちとなったが、全ての市町で谷垣が小原を上回り圧勝した。小原は舞鶴市と与謝野町で善戦したものの、民主党の党勢回復には至らなかった。
2017年（平成29年）10月の第48回衆議院議員総選挙には、自転車事故を受けてリハビリ中の谷垣は、後進に道を譲るとして出馬せず、引退した。小選挙区制度としての本区では初めて、谷垣以外の候補で議席が争われ、結果自民党公認を受けて出馬した京都府議の本田太郎が当選した。元京丹後市長・中山泰も自民党員であったが公認を得られず無所属出馬し落選し、また舞鶴市出身で元防衛省官僚の希望の党新人・井上一徳は希望の党の比例単独2位であったため惜敗率に関係なく比例復活した。
2021年（令和3年）11月の第49回衆議院議員総選挙では立憲民主党が前職の山本和嘉子を擁立したが全ての市町で自民・本田が山本を上回り、前回より得票数を伸ばして当選。山本は福知山市を拠点と定め、福知山においては1万票を超える得票を得たものの、大票田である舞鶴市で無所属となった井上の後塵を拝し3位となるなど落選し、井上も地元舞鶴市で約1万票を得て、前回より得票を伸ばしたものの及ばなかった。
2024年（令和6年）10月の第50回衆議院議員総選挙では自民党、立憲民主党、日本共産党が前回と同じ顔ぶれとなる公認候補を擁立。また2023年1月の舞鶴市長選挙において日本維新の会推薦で鴨田秋津が当選したことから、初めて日本維新の会が新人が擁立し、主要政党4党による争いとなった。自民・本田が自民党の政治資金パーティー裏金事件や、それ以前の統一教会（現在の世界平和統一家庭連合）との関係などの不祥事の報道の影響などにより、京都府を含め、全国的に支持率や得票率などが低下していたにもかかわらず、大票田の舞鶴市や、京丹後市、宮津市などで他候補に大差をつけ比例復活を許さず3選した。立憲・山本は福知山市、綾部市で善戦したものの、厚い保守地盤を切り崩せなかった。維新の新人は一定の支持基盤のある舞鶴市で山本に迫る勢いを見せたものの拠点を福知山に置いたことで埋没、宮津市において前回も出馬した共産の新人を下回るなど、前述の理由によって、立憲民主党などをはじめとする野党が全体的に有利になっていたにもかかわらず、全地域で伸び悩み惨敗した。

## 小選挙区選出議員
| 選挙名                 | 年     | 当選者   | 党派       |
| ---------------------- | ------ | -------- | ---------- |
| 第41回衆議院議員総選挙 | 1996年 | 谷垣禎一 | 自由民主党 |
| 第42回衆議院議員総選挙 | 2000年 | 谷垣禎一 | 自由民主党 |
| 第43回衆議院議員総選挙 | 2003年 | 谷垣禎一 | 自由民主党 |
| 第44回衆議院議員総選挙 | 2005年 | 谷垣禎一 | 自由民主党 |
| 第45回衆議院議員総選挙 | 2009年 | 谷垣禎一 | 自由民主党 |
| 第46回衆議院議員総選挙 | 2012年 | 谷垣禎一 | 自由民主党 |
| 第47回衆議院議員総選挙 | 2014年 | 谷垣禎一 | 自由民主党 |
| 第48回衆議院議員総選挙 | 2017年 | 本田太郎 | 自由民主党 |
| 第49回衆議院議員総選挙 | 2021年 | 本田太郎 | 自由民主党 |
| 第50回衆議院議員総選挙 | 2024年 | 本田太郎 | 自由民主党 |

## 選挙結果
時の内閣：第1次石破内閣 解散日：2024年10月9日 公示日：2024年10月15日
当日有権者数：22万8513人 最終投票率：55.59%（前回比：3.9%） （全国投票率：53.85%（2.08%））
| 当落 | 候補者名   | 年齢 | 所属党派     | 新旧 | 得票数   | 得票率 | 惜敗率 | 推薦・支持 | 重複 |
| ---- | ---------- | ---- | ------------ | ---- | -------- | ------ | ------ | ---------- | ---- |
| 当   | 本田太郎   | 50   | 自由民主党   | 前   | 57,455票 | 46.32% | ――     | 公明党推薦 | ○    |
|      | 山本和嘉子 | 56   | 立憲民主党   | 元   | 32,355票 | 26.09% | 56.31% |            | ○    |
|      | 道本隆也   | 49   | 日本維新の会 | 新   | 20,387票 | 16.44% | 35.48% |            | ○    |
|      | 山内健     | 56   | 日本共産党   | 新   | 13,831票 | 11.15% | 24.07% |            | ×    |

- 山本は第27回参議院議員通常選挙に立憲民主党公認で京都府選挙区から立候補したが落選。

時の内閣：第1次岸田内閣 解散日：2021年10月14日 公示日：2021年10月19日
当日有権者数：23万8618人 最終投票率：59.49%（前回比：2.28%） （全国投票率：55.93%（2.25%））
| 当落 | 候補者名   | 年齢 | 所属党派   | 新旧 | 得票数   | 得票率 | 惜敗率 | 推薦・支持             | 重複 |
| ---- | ---------- | ---- | ---------- | ---- | -------- | ------ | ------ | ---------------------- | ---- |
| 当   | 本田太郎   | 47   | 自由民主党 | 前   | 68,693票 | 49.39% | ――     | 公明党推薦             | ○    |
|      | 山本和嘉子 | 53   | 立憲民主党 | 前   | 32,108票 | 23.09% | 46.74% |                        | ○    |
|      | 井上一徳   | 59   | 無所属     | 前   | 21,904票 | 15.75% | 31.89% | 国民民主党京都府連推薦 | ×    |
|      | 山内健     | 53   | 日本共産党 | 新   | 16,375票 | 11.77% | 23.84% |                        |      |

- 山本は第48回は（旧）立憲民主党公認で比例北陸信越ブロック単独で当選。

時の内閣：第3次安倍第3次改造内閣 解散日：2017年9月28日 公示日：2017年10月10日
当日有権者数：24万8936人 最終投票率：57.21%（前回比：1.67%） （全国投票率：53.68%（1.02%））
| 当落 | 候補者名   | 年齢 | 所属党派   | 新旧 | 得票数   | 得票率 | 惜敗率 | 推薦・支持 | 重複 |
| ---- | ---------- | ---- | ---------- | ---- | -------- | ------ | ------ | ---------- | ---- |
| 当   | 本田太郎   | 43   | 自由民主党 | 新   | 60,277票 | 43.29% | ――     | 公明党推薦 | ○    |
|      | 中山泰     | 57   | 無所属     | 新   | 30,665票 | 22.03% | 50.87% |            | ×    |
|      | 山内健     | 49   | 日本共産党 | 新   | 21,234票 | 15.25% | 35.23% |            |      |
| 比当 | 井上一徳   | 55   | 希望の党   | 新   | 19,586票 | 14.07% | 32.49% |            | ○    |
|      | 鈴木麻理子 | 33   | 無所属     | 新   | 7,464票  | 5.36%  | 12.38% |            | ×    |

- 元京丹後市長の中山は自由民主党所属であったが、党から公認を得られず無所属で出馬。落選後の2020年4月、京丹後市長選挙に立候補し当選。
- 鈴木は第24回参議院議員通常選挙に日本のこころを大切にする党公認で東京都選挙区から立候補したが落選、当選挙では自由党所属であったが党公認での候補者を擁立しなかったため無所属で出馬。

時の内閣：第2次安倍改造内閣 解散日：2014年11月21日 公示日：2014年12月2日
当日有権者数：24万9694人 最終投票率：55.54%（前回比：7.8%） （全国投票率：52.66%（6.66%））
| 当落 | 候補者名 | 年齢 | 所属党派   | 新旧 | 得票数   | 得票率 | 惜敗率 | 推薦・支持 | 重複 |
| ---- | -------- | ---- | ---------- | ---- | -------- | ------ | ------ | ---------- | ---- |
| 当   | 谷垣禎一 | 69   | 自由民主党 | 前   | 76,733票 | 56.64% | ――     | 公明党推薦 | ○    |
|      | 小原舞   | 40   | 民主党     | 元   | 39,178票 | 28.92% | 51.06% |            | ○    |
|      | 山内健   | 46   | 日本共産党 | 新   | 19,558票 | 14.44% | 25.49% |            |      |

- 小原はその後2015年4月の京都府議会選挙で当選。

時の内閣：野田第3次改造内閣 解散日：2012年11月16日 公示日：2012年12月4日 最終投票率：63.34% （全国投票率：59.32%（9.96%））
| 当落 | 候補者名   | 年齢 | 所属党派     | 新旧 | 得票数   | 得票率 | 惜敗率 | 推薦・支持   | 重複 |
| ---- | ---------- | ---- | ------------ | ---- | -------- | ------ | ------ | ------------ | ---- |
| 当   | 谷垣禎一   | 67   | 自由民主党   | 前   | 87,879票 | 56.50% | ――     | 公明党推薦   | ○    |
|      | 小原舞     | 38   | 民主党       | 前   | 39,009票 | 25.08% | 44.39% |              | ○    |
|      | 吉田早由美 | 62   | 日本共産党   | 新   | 19,225票 | 12.36% | 21.88% |              |      |
|      | 沼田憲男   | 65   | 日本未来の党 | 新   | 9,434票  | 6.07%  | 10.74% | 新党大地推薦 | ○    |

時の内閣：麻生内閣 解散日：2009年7月21日 公示日：2009年8月18日 （全国投票率：69.28%（1.77%））
| 当落 | 候補者名   | 年齢 | 所属党派   | 新旧 | 得票数   | 得票率 | 惜敗率 | 推薦・支持   | 重複 |
| ---- | ---------- | ---- | ---------- | ---- | -------- | ------ | ------ | ------------ | ---- |
| 当   | 谷垣禎一   | 64   | 自由民主党 | 前   | 87,998票 | 46.53% | ――     | 公明党推薦   | ○    |
| 比当 | 小原舞     | 35   | 民主党     | 新   | 80,966票 | 42.81% | 92.01% | 国民新党推薦 | ○    |
|      | 吉田早由美 | 58   | 日本共産党 | 新   | 17,941票 | 9.49%  | 20.39% |              |      |
|      | 詫間啓司   | 30   | 幸福実現党 | 新   | 2,225票  | 1.18%  | 2.53%  |              |      |

時の内閣：第2次小泉改造内閣 解散日：2005年8月8日 公示日：2005年8月30日 （全国投票率：67.51%（7.65%））
| 当落 | 候補者名   | 年齢 | 所属党派   | 新旧 | 得票数    | 得票率 | 惜敗率 | 推薦・支持 | 重複 |
| ---- | ---------- | ---- | ---------- | ---- | --------- | ------ | ------ | ---------- | ---- |
| 当   | 谷垣禎一   | 60   | 自由民主党 | 前   | 107,792票 | 58.85% | ――     | 公明党推薦 | ○    |
|      | 小林哲也   | 35   | 民主党     | 新   | 49,895票  | 27.24% | 46.29% |            | ○    |
|      | 吉田早由美 | 54   | 日本共産党 | 新   | 25,467票  | 13.90% | 23.63% |            |      |

時の内閣：第1次小泉第2次改造内閣 解散日：2003年10月10日 公示日：2003年10月28日 （全国投票率：59.86%（2.63%））
| 当落 | 候補者名   | 年齢 | 所属党派   | 新旧 | 得票数    | 得票率 | 惜敗率 | 推薦・支持 | 重複 |
| ---- | ---------- | ---- | ---------- | ---- | --------- | ------ | ------ | ---------- | ---- |
| 当   | 谷垣禎一   | 58   | 自由民主党 | 前   | 103,486票 | 62.88% | ――     | 公明党推薦 | ○    |
|      | 小林哲也   | 33   | 民主党     | 新   | 36,702票  | 22.30% | 35.47% |            | ○    |
|      | 吉田早由美 | 52   | 日本共産党 | 新   | 24,389票  | 14.82% | 23.57% |            | ○    |

時の内閣：第1次森内閣 解散日：2000年6月2日 公示日：2000年6月13日 （全国投票率：62.49%（2.84%））
| 当落 | 候補者名   | 年齢 | 所属党派   | 新旧 | 得票数    | 得票率 | 惜敗率 | 推薦・支持 | 重複 |
| ---- | ---------- | ---- | ---------- | ---- | --------- | ------ | ------ | ---------- | ---- |
| 当   | 谷垣禎一   | 55   | 自由民主党 | 前   | 109,508票 | 63.54% | ――     |            | ○    |
|      | 吉田早由美 | 49   | 日本共産党 | 新   | 34,952票  | 20.28% | 31.92% |            |      |
|      | 矢野正彦   | 54   | 民主党     | 新   | 27,897票  | 16.19% | 25.47% |            | ○    |

時の内閣：第1次橋本内閣 解散日：1996年9月27日 公示日：1996年10月8日 （全国投票率：59.65%（8.11%））
| 当落 | 候補者名 | 年齢 | 所属党派   | 新旧 | 得票数   | 得票率 | 惜敗率 | 推薦・支持 | 重複 |
| ---- | -------- | ---- | ---------- | ---- | -------- | ------ | ------ | ---------- | ---- |
| 当   | 谷垣禎一 | 51   | 自由民主党 | 前   | 91,146票 | 56.78% | ――     |            | ○    |
|      | 三上隆   | 66   | 新進党     | 新   | 36,689票 | 22.86% | 40.25% |            |      |
|      | 佐渡一郎 | 63   | 日本共産党 | 新   | 32,691票 | 20.36% | 35.87% |            |      |